# شادية دروري
شادية دروري (1950 - ) باحثة وأستاذة جامعية كندية من أصل مصري قبطي. تعمل في جامعة ريجاينا في ساسكاتشوان في كندا وهي متخصصة في العلوم السياسية وعلم الاجتماع.
تعد من بين أبرز دارسي فلسفة وتاريخ وسياسات المحافظين الجدد. ألفت مجموعة من الكتب حول فلسفة ليو شتراوس منها:
- ليو شتراوس والحق الأمريكي، 1998.
- الأفكار السياسية لليو شتراوس، 1988.
- الإرهاب والحضارة، تحت الطبع.